# 白日梦的构想图
《白日梦的构想图》是Laplacian于2020年9月25日发售的戀愛冒險類型成人遊戲，2022年2月10日發售簡體中文版，2022年11月17日發售任天堂Switch版。

## CASE-0

### 角色
世凪（声：浅川悠）
和海斗一样参与做梦实验的女子。
海斗
参与了做梦的实验，并丢失了实验前的记忆，只被告知需要将三场梦做完才可以取回记忆。
出云（声：三宅麻理恵）
仿生人，拿手好菜也是唯一会做的饭就是牛奶粥。
眠羊先生
外部辅助终端，命名是取自睡“眠”和羊，发出的声音是鸟叫声。

## CASE-1

### 故事
有岛在参加大学教授的葬礼上，邂逅了自己班级的学生，之后两人感情不断升温展开了教师与学生间的禁断之恋。

### 角色
波多野凛（声：浅川悠）
在上课时时常望着窗外，在学校里没有朋友，独来独往的一个人，经常在图书馆看波多野秋房的小说，与有岛认识的契机是借伞。知名小说家波多野秋房的女儿，波多野秋房在去世后留给了她巨额的财产。
有岛芳
文言文老师，45岁，每天过着浑浑噩噩普普通通的生活，直到邂逅波多野凛。
有岛祥子（声：三宅麻理恵）
和有岛芳是夫妻，但关系很冷淡，夫妻之间基本没有性生活。出版社的编辑，在家中与出轨对象做爱时被有岛芳碰见。
渡边
有岛芳的好友，经常在吸烟室和有岛一起抽烟。

## CASE-2

### 故事
威廉迫于生计，潜入斯宾瑟的庭院偷鹿被抓，在斯宾瑟要将其处死的时候，以给奥莉维亚的戏剧团写剧本为代价活了下来，成为了奥莉薇娅的奴隶。

### 角色
奥莉薇娅·蓓丽（声：浅川悠）
在十桥担任某个剧团的团长，因为在当时女性不能登台演出，因此以男性的形象上台。擅长喝酒。斯宾瑟的未婚妻。
威廉·莎士比亚
与盲人父亲经营酒吧的处男，信仰天主教。有着过目不忘的本领，在店里喝酒的客人所讲的故事都能够记下来，然后再将其改善成剧本。写出的剧本有《仲夏夜之梦》、《哈姆雷特》和《罗密欧与朱丽叶》。擅长喝酒。
哈洛德・斯宾瑟（声：喜多田悠）
贵族，奥莉维亚的未婚夫。男女通吃，甚至对男性的热爱要更甚于女性。有着说话时在其中参杂英语单词的特色风格。
琪琪
长的很可爱，但是是个男孩。

## CASE-3

### 故事
康奈决心在2061年7月28日哈雷彗星距离地球最近的时候拍带有美丽扫把星的照片，又因为想要成为摄影师，翘课几个月，呆在车库维修汽车以及在外摄影，通过家访认识了桃之内李，在寻找修理房车的人时结识了松风梓姬，康奈与两位女性的故事也由此展开。

### 角色
桃之内李（声：浅川悠）
鸣山公空学园附属中学的实习老师，隐藏着真实的自我活着，为此戴着假发和眼镜。有着不少的交往经历，曾离家出走，做过陪酒的工作。梓姬给她起的外号是桃子·之·婊子。
饴井康奈
在逃课时居住在了母亲留下的故障房车中，梦想是成为摄影师。梓姬给她起的外号是“糖果男孩（糖仔）”。
松风梓姬（声：三宅麻理恵）
自称“废铁猎人”，爱好收藏旧式汽车，在信号被人工鸽吞噬前曾有着百万的粉丝，因偷康奈的房车而与其邂逅，喜欢给人起外号。

## 主题曲
片头曲1
作詞：緒乃ワサビ，作編曲：momo(タノウエマモル)，歌唱：yuki
片头曲2
作詞：緒乃ワサビ，作編曲：momo(タノウエマモル)，歌唱：yuki
片头曲3
作詞：緒乃ワサビ，作編曲：momo(タノウエマモル)，歌唱：yuki
片头曲4
作詞：緒乃ワサビ，作編曲：momo(タノウエマモル)，歌唱：yuki
片尾曲1
作詞：緒乃ワサビ，作編曲：momo(タノウエマモル)，歌唱：yuki
片尾曲2
作詞：緒乃ワサビ，作曲：xelfery，编曲：Muu Dogg，歌唱：yuki
片尾曲3
作詞：緒乃ワサビ，作曲：小高光太郎、UiNA(ういにゃす)，編曲：momo(タノウエマモル)，歌唱：yuki
片尾曲4
作詞：緒乃ワサビ，作曲：上原一之龍，編曲：かしこ，歌唱：yuki
预告宣传曲
作詞：緒乃ワサビ，編曲：xelfery，歌唱：yuki

## 开发

### 劇本構成
緒乃一開始以集「以往作品之大成」和「全部女主角都由一個配音員配音」的方向去開始這個企劃，並把自身的經歷和其他作品視作本作的參考對象。他亦抱着希望「讓人留下深刻印象」的理念去構思這部作品。於是他便開始思考自己認為重要或理應恐懼的事，把它們拿出來做主題。最終他便想到了「對缺乏个性的恐懼」和「個性究竟是什麼？」這兩點，繼把「記憶和人格」設定為本作的主題，他認為出雲這名角色最符合上述条件，因為即使她是只會按程式行事的人形機器人，也會讓玩家產生其擁有人格和內心的感覺。隨着劇情發展，他們亦會在腦海中自行為她補上一套人格。緒乃由於很容易在撰寫長篇劇本時感到厭倦，因此先把故事分成几部分去写，然後在游戏结尾才把故事統一。
製作團隊在開發過程中一致決定把此作除了CASE-0外所有章節都刻意運用到御都合主义的表達方法，以增加不協調感。

### 插畫
霜降在加入後亦負責CASE-0的腳本組合和小型除錯，并在游戏制作的结尾10天内为本作画了30张CG。本作的視覺識別圖片之一同由霜降製作，他參考緖乃在先前拍攝的實景及劇情內容，去繪製視覺識別圖片。他在繪製時吸收了先前的經驗，決定不聆聽緖乃的建議，以自己的感覺去繪製之，為免自己在下筆時猶豫不決。

### 過程修改
由於本作是長篇故事，所以工作人員的工作量很大，绪乃表示虽然一般场景没被删减，但為了減輕压力，他們在後期處理時決定把色情場景大量剪走，所有女主的前戏情节删减了1/2，配角的R18场景则全砍了。總計约40%的色情場景被剪。
在《白日梦的构想图》體驗版中，主角每回到現實世界，其記憶就會遭到消除，不過開發者為了避免讓玩家重複聽到一樣的說明，最終把主角設定成不會在過程中失憶。

### 音效

#### 音樂
緒乃在製作配樂時，原本想把資源都撥到CASE-0上面，但後來發現這樣做是無法成事的。比如若以節省成本的方式把《与你共睹的梦境》的歡快背景音乐搬到世界觀共通的CASE-1上，那麼就會令主角顯得是個「精神病壞蛋」。於是他便為之創作帶抑郁風格的配樂。不過他們亦在這部作品中使用了不少來自前作的曲目，比如來自《牛顿与苹果树》（CASE-2）和《未來無線電與人工鴿》（CASE-3）的配樂。前者在經過修改後變得更帶民謠音樂色彩。後者則一般帶爵士樂風格——即使用在這部作品中，緒乃仍認為它們跟故事之間「毫無違和感」。

#### 配音
在配音的选择中，緒乃一行人認為這部作品非由神代岬和春乃いろは配音不可，故沒考慮其他的配音後備方案。他亦表示春乃這種為了一人分飾多角的項目而進行練習的配音員仍屬少見。

## 发行
《白日梦的构想图》原定在2020年3月27日推出，但因制作工作的延迟问题而延期到6月26日。后又因新型冠状病毒的影响，导致配音工作推遲和原本由外包商負責的工序需由內部完成，《白日梦的构想图》再次延期，原定在2020年6月26日发布的游戏再延期到9月25日。
2021年1月，Laplacian推出了《白日夢的構想圖 Voice Collection》（白昼夢の青写真 VOCAL COLLECTION），內含9首來自《白日夢的構想圖》的曲目，以及它們的演奏版。
2021年4月19日，Laplacian官方微博公布了官方中文译名“白日梦的构想图”，疑似即将推出官方中文版，之后，在2021年5月29日发布微博称《白日梦的构想图》即将在摩点进行中文版众筹，后在6月11日于摩点正式开始众筹。
2022年2月9日17点，白日梦的构想图Steam版本发布。

## 评价
《白日梦的构想图》在日本美少女游戏和动漫相关商品销售网站Getchu屋的2020年9月销售排行榜上排于第2名，2020年10月销售排行榜位于第10名，在Getchu屋上，《白日梦的构想图》被票选为2020年9月视觉小说游戏排名第4名。
《白日梦的构想图》在2020年Getchu.com举办的美少女游戏大赏中获得综合部门第3名、剧本部门第2名、绘图部门第4名、音乐部门第2名、影片部门第1名。